# Adan Rodrigues
Adan Rodrigues (...) è un ex giocatore di football americano e allenatore di football americano brasiliano, che ha giocato come wide receiver.

## Palmarès
- 3 Brasil Bowl (Coritiba Crocodiles, 2013, 2014, 2022)
- 10 Campeonato Paranaense de Futebol Americano (Coritiba Crocodiles, 2009, 2010, 2011, 2012, 2013, 2014, 2015, 2018, 2022, 2023)